# Gute Nacht Österreich

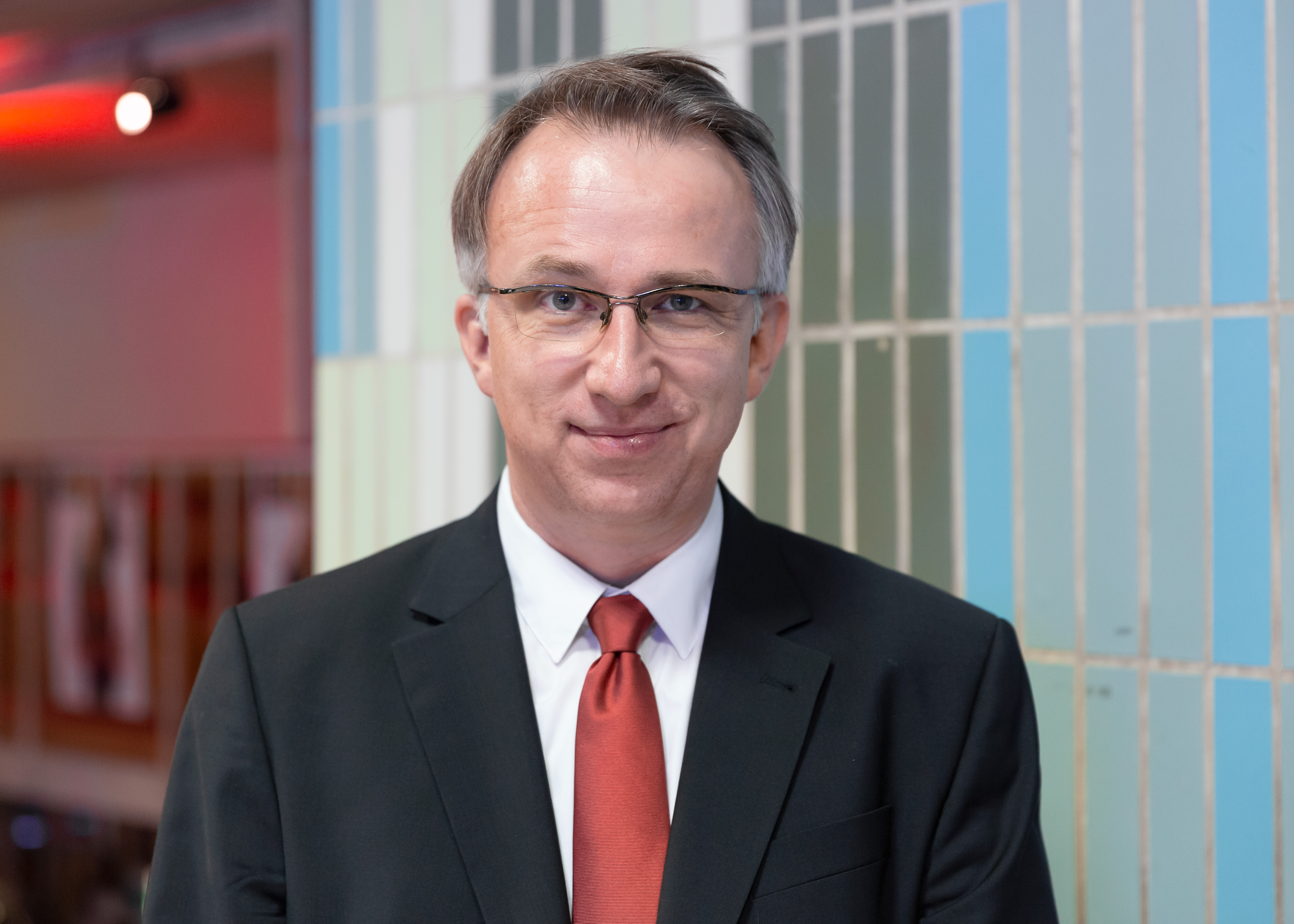
Peter Klien (2017)

Gute Nacht Österreich (auch GNÖ und GNOe) ist eine österreichische Late-Night-Show, moderiert von Peter Klien, die seit September 2019 auf ORF 1 ausgestrahlt wird.

## Geschichte, Inhalt

### Entstehung und anfängliches Konzept
Moderator Peter Klien war für die ORF-Late-Night-Show Willkommen Österreich mit Christoph Grissemann und Dirk Stermann zunächst als Gag-Schreiber tätig, ab April 2016 stand er für die Sendung auch als Außenreporter für politische Events vor der Kamera, der erste Beitrag war eine Reportage zum ersten Wahlgang der Bundespräsidentenwahl. Außerdem war er Außenreporter für Die Tagespresse Show. Im September 2019 erhielt Klien mit Gute Nacht Österreich eine eigene Sendung im ORF.
Die Ausstrahlung erfolgte zunächst donnerstags um 21:55, im April 2020 erfolgte ein Programmplatz-Wechsel auf Mittwoch. Seit Jänner 2021 wird die Sendung jeweils am Freitag im Anschluss an Was gibt es Neues? ausgestrahlt. Die erste Sendung im Jahr 2021 an diesem geänderten Sendeplatz erreichte 241.000 Zuschauer und einen Marktanteil von 15 Prozent.
Rubriken sind unter anderen das Bild der Woche, Insta-Politics sowie Virale Videos unter 100 Views. Das Kernstück der Sendungen bildet jeweils ein satirisches Dossier im Stil von klassischen Nachrichten, das jede Woche ein anderes Thema aus Politik und Gesellschaft behandelt. Die Erklärstücke entstehen in Kooperation mit der Recherche-Plattform Dossier.at.
Behandelte Themen waren unter anderem Parteienfinanzierung, Parteiakademien, Parteimedien, Bodenverbrauch, der jö Bonus Club, die Pink Tax und Greenwashing. Als Gäste waren beispielsweise Kabarettisten wie Petutschnig Hons, Erika Ratcliffe, Manuel Rubey, Thomas Stipsits, Nadja Maleh, Gery Seidl, Andreas Vitásek, Klaus Eckel, Alex Kristan, Gregor Seberg, Hazel Brugger, Gernot Kulis, Alfred Dorfer, Caroline Athanasiadis, Gerold Rudle und Miriam Hie zu sehen.
Klien fungiert nicht nur als Präsentator, sondern auch als Headautor. Rund zehn weitere Autoren liefern Beiträge, die Klien zusammenführt. Die Sendung wird im Marx Palast im Media Quarter Marx aufgezeichnet. Aufgrund der COVID-19-Pandemie wurde im Frühjahr 2020 die Aufzeichnung vor Publikum ausgesetzt und für einige Sendungen auf Lachkonserven zurückgegriffen.

### Vorübergehende Einstellung und Neustart
Im Juni 2020 wurde eine Einstellung der Sendung aufgrund von Sparmaßnahmen kolportiert, der Vertrag über die Sendung laufe bis Jahresende 2020. Im Herbst 2020 wurde der Sendung der Publikumspreis des Österreichischen Kabarettpreises zuerkannt. Das Format sollte noch bis Ende Jänner 2021 laufen. ORF-eins-Channelmanagerin Lisa Totzauer erklärte im Dezember 2020, sie würde das Format eher online sehen als im Fernsehen. ORF-Generaldirektor Alexander Wrabetz verwies dagegen auf Willkommen Österreich als mögliches Vorbild. Peter Klien bezeichnete es in einem Interview auf DerStandard.at als „halben Selbstmord“, gegen die ZIB 2 antreten zu müssen. Bei Willkommen Österreich würden die Zuschauerzahlen erst nach dem Ende der ZIB 2 massiv zulegen. SPÖ-Mediensprecher Thomas Drozda und Neos-Parteichefin Beate Meinl-Reisinger kritisierten das mögliche Aus der Sendung.
Ende Jänner 2021 erklärte Wrabetz, die Sendung mit neuem Konzept fortsetzen zu wollen. Im Mai 2021 bekräftigte Wrabetz im ORF-Publikumsrat, dass das Format im Herbst 2021 als zweites satirebasiertes Format neben Willkommen Österreich ins Fernsehen zurückkehren soll. Im November 2021 wurde die Fortsetzung der Sendung ab dem 14. Jänner 2022 bekanntgegeben.
Die Sendung wurde bis 2021 vom ORF in Zusammenarbeit mit TALK TV produziert, Produzenten waren Oliver Auspitz und Kurt G. Mrkwicka. Mit 2022 wechselte die Produktionsfirma zur Gebhard Productions, die auch für Satireformate wie Wir Staatskünstler und Die 4 da verantwortliche zeichnete. Außerdem wurde stärker auf Reportereinsätze bei Politklausuren und Pressekonferenzen gesetzt. Die erste Folge im Jahr 2022 wurde von bis zu 451.000 und durchschnittlich 439.000 Sehern verfolgt, der Marktanteil betrug 26 Prozent. Weitere Gäste sind unter anderem Bernhard Murg (seit September 2022) und Benedikt Mitmannsgruber (seit Oktober 2022).
Im Mai 2023 zeichnete Peter Klien zum Saisonfinale Politiker mit dem Gute-Nacht-Topf aus. Der Negativpreis wurde Wolfgang Sobotka, Gottfried Waldhäusl, Christian Deutsch und Sigrid Maurer zuerkannt. Im Dezember 2024 erhielten Harald Vilimsky, Lena Schilling, Magnus Brunner und Matthias Strolz den Negativpreis.

## Kontroversen
Im Oktober 2019 beschäftigte sich Klien in einem Erklärstück mit dem Boulevardjournalismus und dessen Methoden, die er mit dem Hoax an einem praktischen Beispiel vorführte, indem sein Team in ein Handyvideo einen Skorpion montierte. Das Video wurde auf YouTube veröffentlicht und über Facebook geteilt. Die Onlineplattformen und teilweise auch TV-Beiträge und Druckausgaben von Österreich, Kronen Zeitung und Heute beschäftigten sich in der Folge im August 2019 mit einem angeblichen Skorpion-Alarm auf Wiener Spielplatz, einem beunruhigenden Fund der Panik auslöst. Krone.at entschuldigte sich für den Bericht.
Im Jänner 2020 beschäftigte sich die Sendung kritisch mit den Medien in Ungarn. Die Sendung wurde mit ungarischen Untertiteln ausgestrahlt und erzielte auf YouTube über 500.000 Abrufe (Stand 22. Mai 2020). Die darauffolgende Reaktion von Ungarns Staatssekretär und Regierungssprecher Zoltán Kovács wurde wiederum von der Journalisten-Organisation Reporter ohne Grenzen als leere Vorwürfe und Anfeindungen bezeichnet.
Im Herbst 2023 wurde Moderator Peter Klien bei einer FPÖ-Veranstaltung von einem Sicherheitsmann „in den Schwitzkasten genommen“ und „weggezerrt“, als er Fragen an Herbert Kickl richten wollte. Laut dem FPÖ-Nationalratsabgeordneten Christian Hafenecker habe sich Klien ohne Genehmigung zum FPÖ-Bus Zutritt verschafft, der Sicherheitsmann habe seine Arbeit gemacht. Hafenecker bezeichnete den Vorfall als „wehleidige Inszenierung von Klien“. Fritz Hausjell, Präsident von Reporter ohne Grenzen in Österreich, Medienministerin Susanne Raab (ÖVP), Sigrid Maurer  (Grüne), Andreas Babler (SPÖ), Beate Meinl-Reisinger (NEOS) verurteilten Gewalt gegen Journalisten.
Im Oktober 2023 spekulierten Heute, oe24.at und andere Medien über mögliche Wahlkampfvorbereitungen des ehemaligen Bundeskanzlers und ÖVP-Chefs Sebastian Kurz für die Nationalratswahl 2024. Gute Nacht Österreich hatte sich eine Reihe Internetdomains wie team-kurz24.at und listekurz24.at gesichert, um die es bei den Spekulationen ging.

## Rezeption
Die Presse schrieb, dass das Format stilistisch unverkennbar an US-Formate wie Last Week Tonight with John Oliver und The Late Show with Stephen Colbert angelehnt sei.
Die Premiere der Sendung verfolgten 284.000 Zuseher.

## Auszeichnungen und Nominierungen
- 2020: Auszeichnung mit dem Publikumspreis des Österreichischen Kabarettpreises[15][16][17]
- 2023: Auszeichnung mit dem Fernsehpreis des Österreichischen Kabarettpreises[45][46]